# Оленёва, Надежда Александровна
Наде́жда Алекса́ндровна Оленёва (19 ноября 1985, Пермь, РСФСР, СССР — 14 октября 2023, вершина Дхаулагири, Непал) — российская альпинистка, инструктор. Мастер спорта России по альпинизму, была членом сборной России по альпинизму. Серебряный призёр Чемпионата России в скальном классе 2020 года, бронзовый призёр Чемпионата России в высотно-техническом классе 2019 года. Со-основатель клуба «Пермская школа альпинизма».
Четырёхкратный номинант и обладатель национальной премии «Стальной ангел», обладатель премии «Хрустальный пик» портала Risk.ru в номинации «Outdoor-проект года». Лауреат премии «Золотой ледоруб России». Имела жетон «Спасение в горах».

## Биография
Родилась 19 ноября 1985 года в Перми.
Увлеклась альпинизмом в 2006 году, после чего совершила несколько поездок в горы и занялась профессионально спортивной сферой деятельности в своей области.
В 2017 году окончила Центральную школу инструкторов альпинизма. В том же году Оленёва основала клуб под названием «Пермская школа альпинизма», а в 2021 году организовала проект «Mountain Guru», который является всероссийской школой альпинизма, скалолазания и ледолазания, программы проекта охватывали весь спектр альпинистской подготовки.
Всего с 2006 года по 2023 год совершила более 200 восхождений.
14 октября 2023 года Оленёва упала во время восхождения на гору Дхаулагири, в Непале. Высота на месте происшествия была свыше 6680 метров. Альпинисты Роман Абилдаев и Расим Кашапов рассказали, что, судя по GPS-координатам, Оленёва упала на 500 метров. 20 октября главный тренер сборной РФ Павел Шабалин сообщил, что тело Оленёвой уже не будет найдено, поскольку сошла лавина, всё засыпало снегом, который затем спрессовался и превратился в лёд; извлечь тело из толщи льда невозможно.

## Спортивные достижения

### Звания и чемпионаты
- Мастер спорта России по альпинизму.
- Победитель чемпионата России в высотно-техническом классе 2022 года[6].
- Серебряный призёр чемпионата России в скальном классе 2021 года[6].
- Бронзовый призёр чемпионата России в высотно-техническом классе 2021 года[6].
- Серебряный призёр чемпионата России в скальном классе 2020 года[4].
- Бронзовый призёр чемпионата России в высотно-техническом классе 2019 года[5].
- Серебряный призёр 2 этапа Кубка России в скальном классе 2019 года[6].

### Премии
- Четырёхкратный номинант и лауреат национальной премии «Стальной ангел»[14].
- Лауреат премии «Хрустальный пик» портала Risk.ru в номинации «Outdoor-проект года»[15].
- Лауреат премии «Золотой ледоруб России».[источник?]